# Claes Corin
Claes Edvard Corin, född 7 juli 1868 i Nors församling, Värmlands län, död 1 mars 1909 i Helsingborg, var en svensk väg- och vattenbyggnadsingenjör.
Corin, som var son till trädgårdsmästare Johan Edvard Corin och Sofia Elisabeth Frumerie, utexaminerades från Chalmers tekniska läroanstalts avdelning för väg- och vattenbyggnadskonst 1891 och tjänstgjorde därefter under tre år som arbetsledare vid uppförande av nytt vattenverk i Göteborg och utförde därefter några år vägbyggnader i norra Värmland.  Han blev 1897, efter att Robert Söderqvist lämnat sin tjänst, tillförordnad stadsingenjör i Helsingborgs stad och 1899 ordinarie innehavare av denna befattning. Han ledde från 1897 de vittomfattande undersökningar, som föregick professor Johan Gustaf Richerts förslag till Helsingborgs stads vattenverks utvidgning och var dess föreståndare efter att Sigfrid Ewald  1906 efterträtt honom som stadsingenjör.